# پرلاپین
پرلاپین(به انگلیسی: Perlapine) که با نام‌های تجاری Hypnodine و Pipnodine فروخته می‌شود، یک داروی خواب‌آور و آرام‌بخش از گروه سه‌حلقه‌ای‌ها است که در ژاپن به بازار عرضه می‌شود. این دارو در درجه اول به عنوان یک آنتی‌هیستامین قوی عمل می‌کند. همچنین دارای فعالیت‌های آنتی کولینرژیک، آنتی‌سروتونرژیک، آنتی‌آدرنرژیک و آنتی‌دوپامینرژیک است.